# Quersifrão
Quersifrão (século VI a.C.) foi um arquiteto cretense de Cnossos. Ele foi o co-autor, junto com o seu filho Metagenes, da construção do templo de Artemis em Éfeso, na costa jônica. O templo foi começado por volta de 600 a.C., e foi completado por outros arquitetos.  O Artemisião foi uma das sete maravilhas do Mundo Antigo em cada de suas três manifestações: ele foi destruído em 550 a.C., reconstruído, [carece de fontes?] incendiado por Heróstrato em 356 a.C. [carece de fontes?] e reconstruído novamente, de forma ainda mais grandiosa.
O nome do arquiteto é mencionado em Vitrúvio, e em uma passagem de Plínio como "Ctesifão", talvez em confusão com a grande cidade parta do mesmo nome no rio Tigre.